# Удружење БХ новинари
Удружење БХ новинари је удружење новинара Босне и Херцеговине, са седиштем у Сарајеву. Чланови удружења су новинари запослени у дневним и локалним новинама, стручним часописима, радио-станицама, телевизији. 

## Историја
Основано је 2004. као кровно удружење новинара у Босни и Херцеговини са активностима које покривају целу државу. БХ новинари су настали добровољним удруживањем чланова новинарских организација: Независне уније професионалних новинара (Сарајево), Незасивног удружења новинара Републике Српске (Бања Лука) и Удружења новинара Апел (Мостар).
Удружење БХ новинари је члан Европске федерације новинара (EFJ) и Међународне федерације новинара (IFJ). 

## Циљеви
- заштитити и побољшати слободе, права и одговорности новинара као и заштитити углед и достојанство новинарске професије;
- побољшати право јавности да буде информисана о дешавањима у друштву, као и право сваке особе на слободу мишљења, изражавања и приступ медијима.[2]